# Dipartimento di Tibesti Occidentale
Il dipartimento di Tibesti Occidentale era uno dei dipartimento del Ciad e faceva parte della regione di Tibesti. Il capoluogo era Zouar.
Con l'entrata in vigore della riforma amministrativa del 2018 il dipartimento è stato soppresso. Il territorio è stato diviso nei-costituiti dipartimenti di Zouar e Wour.

## Geografia antropica

### Suddivisioni amministrative
Il dipartimento era diviso in 3 sottoprefetture:
- Goubonne
- Wour
- Zouar